# Temperatura krytyczna
Temperatura krytyczna – temperatura, powyżej której zanika różnica gęstości między stanem gazowym a ciekłym danej substancji, a w związku z tym niemożliwe jest skroplenie gazu pomimo wzrostu ciśnienia. Mówi się, że taka substancja znajduje się w stanie nadkrytycznym.
Temperaturze krytycznej odpowiada ciśnienie krytyczne. Pojęcie temperatury krytycznej odnosi się również do innych przejść fazowych.
Przykładem temperatury krytycznej jest temperatura Curie, w której układ magnetyczny przechodzi z fazy ferromagnetycznej do fazy paramagnetycznej.
| Pierwiastek | Temperatura krytyczna |
| ----------- | --------------------- |
| Argon       | -122,29 °C (150,86 K) |
| Arsen       | 1400 °C (1673,15 K)   |
| Azot        | -146,9 °C (126,25 K)  |
| Brom        | 315 °C (588,15 K)     |
| Chlor       | 143,8 °C (416,95 K)   |
| Fluor       | -128,85 °C (144,3 K)  |
| Fosfor      | 721 °C (994,15 K)     |
| Hel         | -267,96 °C (5,19 K)   |
| Jod         | 546 °C (819,15 K)     |
| Krypton     | -63,7 °C (209,45 K)   |
| Ksenon      | 16,58 °C (289,73 K)   |
| Neon        | -228,75 °C (44,4 K)   |
| Tlen        | -118,57 °C (154,58 K) |
| Radon       | 105 °C (378,15 K)     |
| Rtęć        | 1477 °C (1750,15 K)   |
| Selen       | 1493 °C (1766,15 K)   |
| Siarka      | 1041 °C (1314,15 K)   |
| Wodór       | -240,17 °C (32,98 K)  |

| Związek         | Temperatura krytyczna |
| --------------- | --------------------- |
| Acetylen        | -36 °C (237,15 K)     |
| Alkohol etylowy | 243,1 °C (516,25 K)   |
| Amoniak         | 132,4 °C (405,55 K)   |
| Dwutlenek węgla | 31 °C (304,15 K)      |
| Eter etylowy    | 193,8 °C (466,95 K)   |
| Metan           | -82 °C (191,15 K)     |
| Woda            | 374,2 °C (647,35 K)   |